# Пономарьов Володимир Миколайович
Володимир Миколайович Пономарьов (1903, місто Ржев Тверської губернії, тепер Тверської області, Російська Федерація — ?) — радянський державний діяч, голова виконавчого комітету Ленінградської обласної ради депутатів трудящих. Депутат Верховної ради РРФСР 3-го скликання.

## Життєпис
З 1919 року працював на залізниці.
Навчався в Московському лісотехнічному інституті, об'єднаному в 1925 році з Ленінградським лісовим інститутом.
Після закінчення інституту — інженер, потім начальник цеху заводу «Красная Заря» в Ленінграді.
З 1934 року працював у 5-му державному союзному проєктному інституті Народного комісаріату шляхів сполучення СРСР.
Член ВКП(б) з 1940 року.
У 1941—1950 роках — директор 5-го державного союзного проєктного інституту Народного комісаріату (Міністерства) шляхів сполучення СРСР у місті Ленінграді.
У 1950 — вересні 1952 року — голова виконавчого комітету Куйбишевської районної ради депутатів трудящих міста Ленінграда; 1-й секретар Куйбишевського районного комітету ВКП(б) міста Ленінграда.
У вересні 1952 — 19 лютого 1954 року — голова виконавчого комітету Ленінградської обласної ради депутатів трудящих.
У 1954—1958 роках — 1-й секретар Дзержинського районного комітету КПРС міста Ленінграда.
Подальша доля невідома.

## Нагороди і відзнаки
- орден Трудового Червоного Прапора
- медалі